# Biton pearsoni
Biton pearsoni är en spindeldjursart som först beskrevs av Hewitt 1914.  Biton pearsoni ingår i släktet Biton och familjen Daesiidae. Inga underarter finns listade.